# Piotr Zieliński (Radsportler)

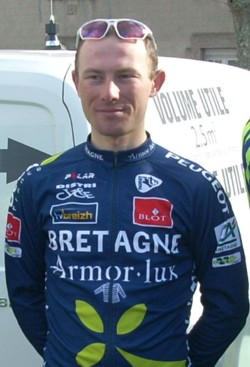
Piotr Zieliński (2007)

Piotr Zieliński (* 4. Mai 1984 in Ostrowiec Świętokrzyski) ist ein polnischer Radrennfahrer, der im Straßenradsport aktiv ist.

## Sportlicher Werdegang
Piotr Zieliński ging nach dem Wechsel in die Elite nach Frankreich, wo er zunächst auf Vereinsebene fuhr. Seine internationale Karriere begann er 2005 bei dem französischen Continental Team Bretagne-Jean Floc'h. Bereits im ersten Jahr erzielte er seinen ersten Sieg mit einem Etappenerfolg bei Kreiz Breizh Elites. In seinem zweiten Jahr dort wurde er bei den polnischen U23-Meisterschaften Dritter im Zeitfahren und Zweiter im Straßenrennen. Außerdem gewann er den Giro della Valsesia. In der Saison 2007 belegte er bei den beiden Eintagesrennen Circuit du Morbihan und Classic Loire Atlantique jeweils den dritten Platz. Bei den Vier Tagen von Dünkirchen 2007 war Zielinski mit einem Etappensieg erfolgreich. 2008 gewann er eine Etappe der Boucles de la Mayenne.
Zur Saison 2009 wechselte Zieliński zum polnischen Continental Team CCC Polsat-Polkowice. Nach einer Saison ohne nennenswerte Ergebnisse kehrte er 2010 nach Frankreich auf die Vereinsebene zurück, wo er seitdem für den VC Pays de Lorient an Rennen des nationalen Kalenders teilnimmt und wiederholt verschiedene Siege einfahren konnte.

## Erfolge
2005
- eine Etappe Kreiz Breizh Elites

2006
- Giro della Valsesia

2007
- eine Etappe Vier Tage von Dünkirchen

2008
- eine Etappe Boucles de la Mayenne
- Mi-Août en Bretagne

## Teams
- 2005 Bretagne-Jean Floc'h
- 2006 Bretagne-Jean Floc'h
- 2007 Bretagne-Armor Lux
- 2008 Bretagne-Armor Lux
- 2009 CCC Polsat-Polkowice